# Karlovačko live 2011.
Karlovačko live 2011. zajednička je koncertna turneja hrvatske pop pjevačice Jelene Rozge i srbijanskoga rock sastava Bajaga i instruktori. Turneja je započela 27. studenoga 2011. u Splitu, a završila je 28. prosinca iste godine u Puli.

## Pozadina
Karlovačko live zajednički je naziv posebnih glazbenih projekata vezanih uz Karlovačko pivo. Tradicija projekta Karlovačko live započela je 2002. Zuccherovim koncertom u Puli. Godine 2004. Karlovačko live predstavio je Miroslava Škoru i Prljavo kazalište. Godinu dana kasnije Severina i Crvena jabuka pružili su show u dvanaest hrvatskih gradova, a 2006. godine Karlovačko je okupilo tri izvođača: Tonyja Cetinskog, Sašu Lošića i Gazde. Godine 2007., prvi puta u Hrvatskoj, na velikoj turneji uz Karlovačko nastupili su bivši pjevači Bijeloga dugmeta: Željko Bebek, Alen Islamović i Mladen Vojičić, dok su izvođači Karlovačko live turneje 2008. godine bili Prljavo kazalište. Godine 2009., Karlovačko live turneju predstavljao je sastav Parni valjak, a 2010. godine Karlovačko live spojilo je Halida Bešlića i Crvenu jabuku.

## Turneja
Turneja je najavljena na novinarskoj konferenciji održanoj 25. listopada 2010. u zagrebačkom klubu H2O. U okviru turneje održano je devet koncerata u Hrvatskoj i jedan u Bosni i Hercegovini.

## Popis nastupa
| #        |                     |               |                     |                            |
| Nadnevak | Grad                | Država        | Pozornica           |                            |
| 1.       | 27. studenoga 2011. | Split         | Hrvatska            | Spaladium Arena            |
| 2.       | 2. prosinca 2011.   | Široki Brijeg | Bosna i Hercegovina | Dvorana Pecara             |
| 3.       | 4. prosinca 2011.   | Zadar         | Hrvatska            | Višnjik                    |
| 4.       | 9. prosinca 2011.   | Varaždin      | Hrvatska            | Arena Varaždin             |
| 5.       | 11. prosinca 2011.  | Osijek        | Hrvatska            | Dvorana Gradski vrt        |
| 6.       | 16. prosinca 2011.  | Zagreb        | Hrvatska            | Arena Zagreb               |
| 7.       | 18. prosinca 2011.  | Rijeka        | Hrvatska            | Dvorana Mladosti           |
| 8.       | 26. prosinca 2011.  | Bjelovar      | Hrvatska            | Školsko-sportska dvorana   |
| 9.       | 27. prosinca 2011.  | Karlovac      | Hrvatska            | Sportska dvorana Mladost   |
| 10.      | 28. prosinca 2011.  | Pula          | Hrvatska            | Dom sportova „Mate Parlov” |